# Csaba Borboly
Csaba Borboly (n. 8 august 1974, Gheorgheni, Harghita, România) este un politician român de etnie maghiară, vicepreședinte al Consiliului Județean Harghita în perioada 2004-2008 și președintele Consiliului Județean Harghita din 2008 până în prezent.

## Legăturiexterne
- Site oficial